# 6623-as mellékút (Magyarország)
A 6623-as számú mellékút egy bő huszonöt kilométer hosszú, négy számjegyű mellékút Somogy vármegyében; a Zselic nyugati részét köti össze Barccsal és a 6-os főúttal.

## Nyomvonala
A 6607-es útból ágazik ki, annak 15+800-as kilométerszelvénye táján, Lad belterületén. Nyugatnak indul, Táncsics utca néven; 800 méter után kilép a község házai közül és 1,5 kilométer után délnyugatnak fordul. Így halad közel három kilométeren át, majd kicsit nyugatabbi irányba fordul, így keresztezi Homokszentgyörgy határvonalát 4,6 kilométer megtételét követően. 5,1 kilométer után éri el e község házait; Kossuth utca néven halad a központig, majd 6,8 kilométer után délnek fordul és a Dózsa utca nevet veszi fel. 7,8 kilométer után lép ki a község házai közül, majd újra délnyugati irányt vesz, így lép át 10,8 kilométer után Szulok területére.
A határvonal átlépésétől újra déli irányban halad; a 12+850-es kilométerszelvényénél, a belterület északi szélén egy elágazáshoz ér: ott kelet felé a 66 161-es út indul ki – ez 5,2 kilométer után Kálmáncsa központján halad keresztül, majd 10,6 kilométer után az attól északkelet felé eső Lajosházapuszta nevű községrészben ér véget –, a 6623-as út pedig délnek folytatódik Béke utca néven. A központban Fő utca a neve, a déli falurészben pedig Petőfi utca, így lép ki 15,8 kilométer után a házak közül, majd a külterületen újra délnyugatnak fordul.
17,6 kilométer után éri el Barcs határát és amellé simul déli irányban; bő fél kilométeren át a határvonalat kíséri, de 18,3 kilométer után teljesen barcsi területre ér. A 20. kilométerénél elhalad Csokonyavisonta közigazgatási területének délkeleti csücske mellett, de a települést ennél jobban nem érinti. Két bekötőút is kiágazik belőle, 23,3 kilométer után keleti, illetve 23,9 kilométer után északkeleti irányban Középrigóc településrész felé, 24,3 után pedig beletorkollik dél-délkeleti irányból, szűk 800 méter megtétele után a 66 169-es út: ez a 6-os főúttal, illetve Középrigóc vasútállomás térségével köti össze az előbb említett településrészt. Ugyanitt az út nyugat-délnyugat felé fordul, és nem sokkal ezután véget is ér, belecsatlakozva a 6-os főút 258+700-as kilométerszelvényénél lévő körforgalmú csomópontba – ugyaninnen ágazik ki nyugat-északnyugat felé egy önkormányzati út Pálfalva városrész irányába.
Teljes hossza, az országos közutak térképes nyilvántartását szolgáló kira.gov.hu adatbázisa szerint 25,916 kilométer.

## Települések az út mentén
- Lad
- Homokszentgyörgy
- Szulok
- (Csokonyavisonta)
- Barcs